# Michel Savin
 (mai 2012).
Si vous disposez d'ouvrages ou d'articles de référence ou si vous connaissez des sites web de qualité traitant du thème abordé ici, merci de compléter l'article en donnant les références utiles à sa vérifiabilité et en les liant à la section « Notes et références ».
Pour les articles homonymes, voir Savin (homonymie).
Michel Savin, né le 25 novembre 1958 à Grenoble, est un homme politique français. Après avoir exercé les mandats de maire et de conseiller général, ainsi que la fonction de président de la fédération iséroise de l’UMP, il est élu sénateur de l’Isère en 2011 et réélu en 2017 puis 2023.

## Biographie

### Origines et famille
Michel Savin est originaire de Domène. Son père, Maurice Savin, effectue toute sa carrière comme ouvrier papetier et est élu conseiller général de 1982 à 1990. Dans les années 1980, Michel Savin est capitaine de l’équipe de basket de Domène qui évolue en nationale.  

### Carrière politique

#### Maire, conseiller général
En août 1990, à la suite du décès de son père, conseiller général du canton de Domène, Michel Savin se présente et remporte l’élection cantonale partielle à l’âge de 32 ans sous la bannière de la majorité départementale de l’époque (droite et centre). Il est reconduit dans son mandat lors du renouvellement cantonal de 1994. L’année suivante, il devient maire de la commune de Domène, en remportant le scrutin (60 % contre 40 %) face à la tête de liste de gauche, Aimé Duhamel, (maire de 1977 à 1983).
En 2001, la liste d'union municipale conduite par Michel Savin est réélue avec 70 % des voix face à la liste de gauche conduite par Jean-Pierre Dominoni, (adjoint au maire de 1983 à 1995). La même année, il est réélu conseiller général avec 56 % des voix dès le premier tour alors que la majorité départementale bascule à gauche.  
Après un échec aux élections législatives de 2007 dans la cinquième circonscription de l'Isère, il remporte à nouveau largement les élections municipales et cantonales de 2008. Il est alors élu président du groupe d’opposition départementale au Conseil général présidé par le socialiste André Vallini. 
Élu sénateur en septembre 2011, il démissionne de son mandat de conseiller général.
En 2014, il est reconduit à la mairie de Domène avec 71 % des suffrages exprimés.
Le 16 octobre 2017, Chrystel Bayon lui succède dans le cadre du non-cumul des mandats. Il est réélu conseiller municipal en 2020.

#### Présidence du groupe d'opposition à Grenoble Alpes Métropole
En 2001, Michel Savin prend la présidence du groupe d’opposition métropolitain « Métro Alternatives », qui rassemble les élus de droite et du centre siégeant à la communauté d’agglomération de Grenoble, alors présidée par le socialiste Didier Migaud. À l'issue des élections municipales et communautaires de 2014, il passe le relais au maire UDI de Corenc, Jean-Damien Mermillod-Blondin.

#### Présidence de la fédération UMP de l'Isère
Durant l’automne 2008, en point d’orgue d’une séquence de désaccords politiques locaux qui, depuis plusieurs années, opposent, d’une part, les partisans de l’ancien ministre et maire de Grenoble Alain Carignon et, d’autre part, de nombreux élus et militants UMP isérois rassemblés autour de Michel Savin, les élections internes de la fédération départementale de l’UMP se déroulent dans un climat très tendu. Michel Savin est alors élu par une majorité de militants président de l’UMP 38 en janvier 2009. 
Dix-neuf mois plus tard, et après avoir alerté les instances nationales du parti, il démissionne de la présidence en dénonçant le manque de transparence dans le fichier des adhérents locaux : « Entre 150 et 200 personnes ne peuvent justifier de leur domiciliation réelle (…) Il y a des valeurs de transparence et d’honnêteté avec lesquelles on ne peut pas transiger » explique-t-il dans le Dauphiné Libéré du 15 septembre 2010 ».

#### Sénateur
À l’occasion des élections sénatoriales de septembre 2011, Michel Savin décide de conduire une liste dissidente de la liste officielle de l’UMP, estimant que sa composition ne permet pas de garantir que le sud Isère pourra être représenté par un élu de la majorité présidentielle. Il est élu sénateur le 25 septembre 2011 en talonnant la liste UMP officielle. Au Sénat, il siège au sein du groupe UMP et fait partie de la commission Culture, Éducation et Communication.
En 2014, il devient président du groupe d’études sur les pratiques sportives (devenu en 2016 groupe d’études sur les pratiques sportives et les grands évènements sportifs internationaux). Au Sénat, il se positionne comme un spécialiste des questions sportives. Le 10 septembre 2013, il est nommé président de la Mission commune d'information sur le sport professionnel et les collectivités territoriales. Les conclusions de cette mission sont rendues le 29 avril 2014 au sein du rapport « Sport professionnel et collectivités territoriales : l'heure des transferts ». Michel Savin et plusieurs de ses collègues déposent le 9 juillet 2014 une proposition de loi visant à rénover les rapports entre les collectivités territoriales et les clubs professionnels et à moderniser le modèle économique du sport professionnel.
En novembre 2016, il est nommé rapporteur du projet de loi ratifiant l'ordonnance no 2015-1682 du 17 décembre 2015 portant simplification de certains régimes d'autorisation préalable et de déclaration des entreprises et des professionnels et modifiant le code du sport.
Il soutient François Fillon pour la primaire de la droite et du centre de 2016. À ce titre, il est l’un des porte-parole du candidat et effectuera plusieurs déplacements à ses côtés et le représentera lors de réunions publiques.
À l'occasion des élections sénatoriales de septembre 2017, il est candidat à sa succession et conduit une liste de rassemblement de la droite et du centre. Il est réélu le 24 septembre 2017 et sa colistière Frédérique Puissat est elle aussi élue. La liste qu'ils conduisent arrive en tête avec plus de 30 % des suffrages exprimés
Il parraine Laurent Wauquiez pour le congrès des Républicains de 2017, scrutin lors duquel est élu le président du parti.
Le 24 septembre 2023, il est réélu sénateur.

### Détail des mandats

#### En cours
- Sénateur de l'Isère, depuis 2011
- Conseiller communautaire (1995-2015) puis métropolitain (depuis 2015) de Grenoble-Alpes Métropole
- Conseiller municipal de Domène, depuis 2017 (2017-2020), (2020-2026)

#### Ancien mandat
- Conseiller général du canton de Domène, de 1990 à 2011, (1990-1994) (1994-2001) (2001-2008) (2008-2011)
- Maire de Domène, de 1995 à 2017, (1995-2001) (2001-2008) (2008-2014) (2014-2017)